# 莱蒂莎·斯坎伦
莱蒂莎·斯坎伦（英語：Laetisha Scanlan，1990年4月13日—）生于维多利亚州墨尔本，是一名澳大利亚女子射击运动员，主攻飞碟射击，毕业于蒙纳士大学。她在4岁时开始练习空手道，到14岁时，她已经拥有黑带。2005年，她受其父亲影响开始练习飞碟射击，2007年，她首次参加国际射击比赛。